# Vinschgau
Vinschgau (italienska: Val Venosta, tyska: Vinschgau, rätoromanska: Vnuost, ladinska: Val Venuesta), är ett landskap som omfattar den övre delen av Adigedalen i de västra delarna av Sydtyrolen i Italien.

## Historia

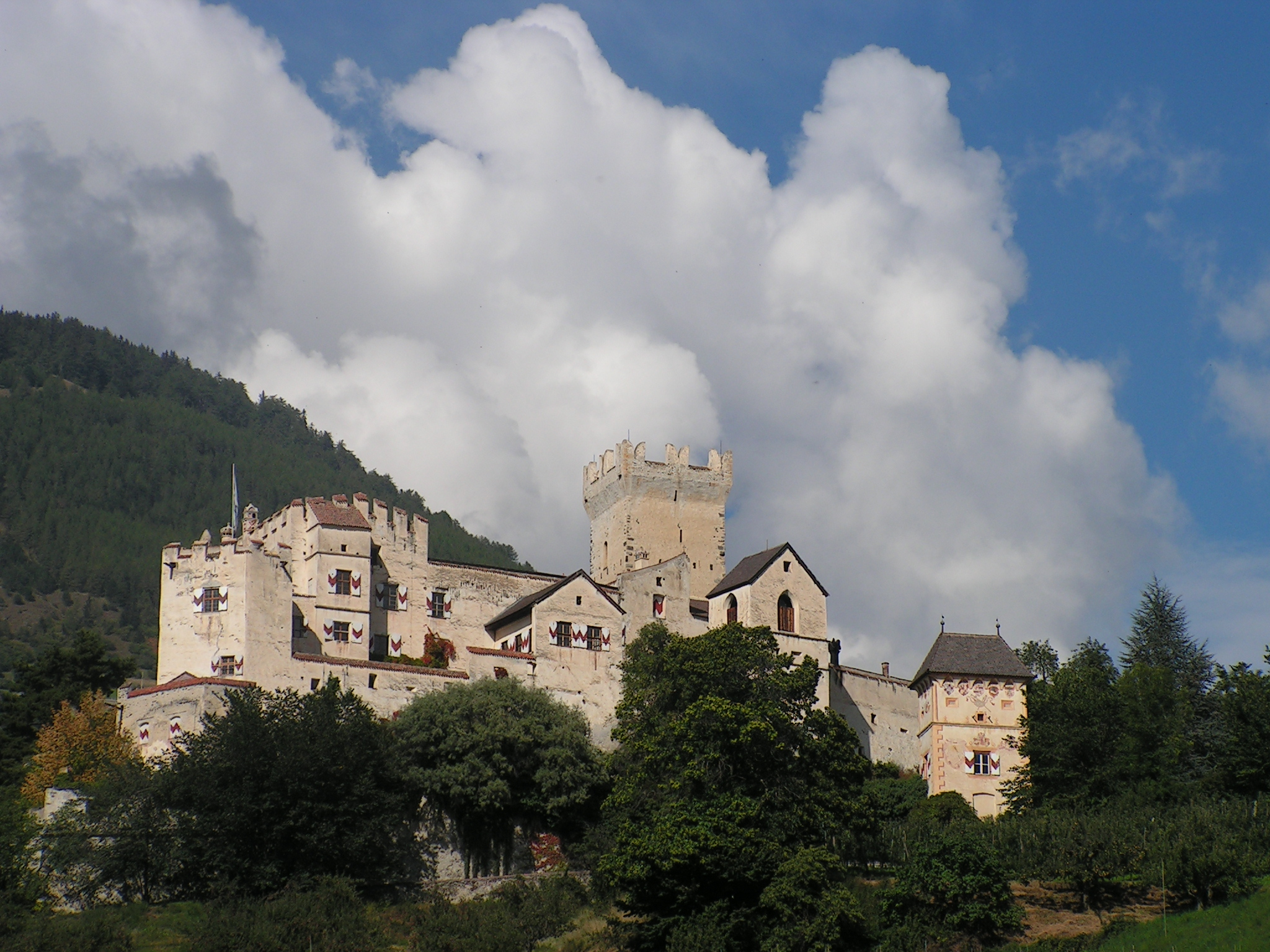
Churburg, en av biskopen av Churs borgar i Vinschgau.

Vinschgau var skogstäckt och mycket glesbefolkat ända till medeltidens början. På niohundratalet och senare anlades nybyggen och nyodlingar av rätoromanska bönder. Klostret Marienberg uppodlade från elvahundratalet sina marker genom tysktalande nybyggare. Vinschgau tillhörde under tidig medeltid Churrätien och bildade tillsammans med Nedre Engadin ett grevskap. Kejsar Konrad II förlänade 1027 grevskapet till ärkebiskopen av Trento. Kyrkligt tillhörde dock landskapet Churs stift ända fram till 1816, då det gick över till Brixens stift. Furstbiskopen av Chur förfogade också över rättigheter, gods och livegna i landskapet, framförallt i dess övre delar. Furstbiskopdömets besittningar förvaltades genom den biskopliga domsagan och den biskoplige hövitsmannen.
Konflikten mellan de överlappande suveränitetsanspråken från furstbiskopen i Chur och de grevliga anspråken fortsatte även sedan Vinschgau och Nedre Engadin övergått till grevskapet Tyrolen. De biskopliga tingslagen Obercalven (Val Müstair) och Untercalven (Övre Vinschgau) slöt sig samman med de övriga tingslagen i Gotteshausbund. 1618 gick dock Övre Vinschgau definitivt över till Tyrolen och biskopen i Chur förlorade därmed all världslig makt över området.
Fram till 1600-talet talades uteslutande rätoromanska i Vinschgau. Under reformationen uppmuntrades användandet av detta språk och det fick därmed en protestantisk stämpel. Klostret Marienberg bekämpade användningen av rätoromanskan för att försvåra förbindelserna med det reformerta Engadin. Rätoromanskan höll sig kvar längst i övre Vinschgau, i Taufers invid schweiziska gränsen ända fram till början av 1800-talet. Tyska är sedan dess dalens förhärskande språk, medan rätoromanskan fortfarande dominerar i Val Müstair på den schweiziska sidan.